# Bolxoi Antibés
Bolxoi Antibés (en rus: Большой Антибес) és un poble de l'óblast de Kémerovo, a Rússia, que en el cens del 2010 tenia 396 habitants, pertany al districte de Mariïnsk.